# 増田美香
増田 美香（ますだ みか、1992年2月23日 - ）は、テレビ神奈川のアナウンサー。元ニチエンプロダクション所属のWOWOW専属アナウンサー。元とちぎテレビアナウンサー。

## 来歴・人物
- 東京都生まれ[要出典]、神奈川県育ち（公式プロフィールでは横浜市出身）。
- 桐蔭学園高等学校卒業。大妻女子大学在学中、2011年10月に「ミス大妻（多摩キャンパス）」グランプリに選ばれ[1]、同年12月に「Miss of Miss Campus Queen Contest2011」で審査員特別賞を受賞した[2]
- 2012年より2年間、日本テレビイベントコンパニオン29期生として番組や各種イベントのアシスタントなどを経験。
- 大学卒業後、2014年4月から1年間静岡放送のテレビ番組「Soleいいね!」のアシスタント[3]を経て、2015年4月からとちぎテレビのアナウンサーとして入社。
- 2016年9月28日、とちぎテレビ退社[4]。ニチエンプロダクション所属となり、フリーとして活動。
- 大学では福祉について学んでおり、将来は福祉やスポーツに関わる仕事に就きたいと考えていた。
- 2018年4月からニチエンプロダクション所属のままWOWOWと専属出演契約を結んでおり、同局の各番組に出演していた。
- 2023年3月をもって退所[5]、翌月からテレビ神奈川に契約社員として入社し、アナウンサー職を務める[6]。
- 高校の後輩である入江美寿々は増田を憧れの先輩としている。

## 出演番組

### テレビ番組
- エキサイトマッチ〜世界プロボクシング（アシスタント）
- 電波少年W 〜あなたのテレビの記憶を集めた〜い!〜（ナレーション）
- 5じはんLIVE @home（月曜から水曜担当）
- ジャイアンツ プレ&ポストゲームショー
- 准教授・高槻彰良の推察 Season2 第1話（2021年10月10日、WOWOW）
- LOVEかわさき（2023年4月1日 – 、tvk)[7]
- News Link（2023年4月3日 – 、tvk） – 月曜スポーツキャスター[8][9]
- tvk NEWSハーバー（2023年4月7日 - 、tvk）[10]
- tvkニュース・天気 （随時、tvk）
- tvkスポットニュース （不定期、tvk）
- tvkプロ野球中継 横浜DeNAベイスターズ熱烈LIVE（ベンチリポーター、tvk）[11][12]
- 高校野球ニュース（tvk、2023年）[13][14][15][16]
- 中澤裕二のラ・ラ・ラ ラクロスシーズン２（TOKYO MX、tvk、2024年）

### WEB配信
- 『Prime Video Boxing 12 in Las Vegas』[注 1]（アメリカ合衆国ネバダ州ラスベガス・T-モバイル・アリーナ、2025年5月4日、Amazon Prime Video）

### 映画
- 父と僕の終わらない歌（2025年5月23日公開）- アナウンサー 役[17]